# Mount Berrigan
Mount Berrigan ist ein Berg im ostantarktischen Enderbyland. Er ragt 1,5 km östlich des Budd Peak auf.
Kartiert wurde er mittels Luftaufnahmen, die 1957 im Zuge der Australian National Antarctic Research Expeditions entstanden. Das Antarctic Names Committee of Australia (ANCA) benannte ihn nach Maxwell G. Berrigan, Dieselmotormechaniker auf der Wilkes-Station im Jahr 1961.